# 631
631 (DCXXXI) var ett normalår som började en tisdag i den julianska kalendern.

## Händelser

### Okänt datum
- Charibert II, frankisk kung, blir gudfar till Sigibert.
- Hormazd VI blir kung av den sassanidiska ätten.

## Födda
- Temmu, kejsare av Japan.

## Avlidna
- Abd-Allah ibn Ubayy, ledare för den arabiska stammen Banu Khazraj.
- Azarmidokht, regerande kejsarinna av Persien.
- Rayhana bint Zayd, Muhammeds slavkonkubin.